# 李玗晋
李 玗晋（イ・ウジン、이우진、1986年4月25日 - ）は、大韓民国出身の元プロサッカー選手。ポジションはディフェンダー。2015年12月に李 康珍（イ・ガンジン、이강진）から現在の名前に改名した。

## 来歴

### クラブチーム
中学生時代から年代別の韓国代表に選ばれ、中東中学校では2001年秋季リーグ戦で優勝および大会MVPを獲得。2002年、水原三星ブルーウィングスに加入。しかし水原では出場機会に恵まれず、2年間で1試合のみの出場にとどまった。
オズワルド・アルディレス監督に見出され2004年に日本の東京ヴェルディ1969に期限付き移籍。初年度に天皇杯優勝に貢献した。2005年には完全移籍を果たした。2005年はリーグ戦17試合に出場したが、チームはJ2に降格した。
2006年は母国韓国の釜山アイパークへ移籍。2010年よりジュビロ磐田へと移籍。磐田加入後はボランチにコンバートされた那須大亮に代わりCBのレギュラーを獲得し、リーグ戦28試合に出場した。また、この年のナビスコカップでは全11試合に出場し、チームの7年ぶりのタイトルを獲得に大きく貢献した。2011年は開幕戦にスタメンで出場するも不振に陥り、この年移籍加入した藤田義明にレギュラーを奪われ最終的にリーグ戦4試合の出場にとどまった。
2012年からは全北現代モータースに移籍し、2年ぶりにKリーグへ復帰した。しかし、出場機会に恵まれず、同年7月30日にFC町田ゼルビアへの期限付き移籍が発表された。2013年も全北からの期限付き移籍で大田シチズンに在籍し、レギュラーとして32試合に出場した。2014年は全北に復帰し、チームはKリーグクラシックに優勝したが、李の出場は2試合のみにとどまった。
2015年2月、大田シチズンに移籍。2016年3月、済州ユナイテッドFCに移籍。2017年、ナショナルリーグの慶州韓国水力原子力FCに移籍。

### 韓国代表
U-14代表から各年代の韓国代表に選出され、2003年にはU-17韓国代表としてU-17世界選手権、2005年にはU-20韓国代表としてFIFAワールドユース選手権に出場した。韓国が優勝したAFC U-17選手権2002では、アジアサッカー連盟の選定する大会ベストイレブンに選ばれた。
フル代表では招集されると怪我で離脱を繰り返しているため、出場歴は親善試合1試合のみでAマッチ出場歴はない。2006年8月、アジアカップ予選のチャイニーズタイペイ戦に向けて韓国代表に招集されたが、合宿時に足を負傷した。2008年2月にロンドンで行われたギリシャとの親善試合の際には直前に骨折でチームから離脱。2009年6月2日にオマーンとの親善試合に出場したが、この試合は国際Aマッチとは認められていない。

## エピソード
登録名は東京V時代は「イ・カンジン」だったが、磐田では「イ・ガンジン」表記となった。
2015年12月に名前を李康珍（이강진）から李玗晋（이우진）に改名した。改名は怪我続きだったそれまでの選手人生からの心機一転を図ったものだという。
韓国サッカー界のエリートコースを歩み、マスコミには「第2の洪明甫」とも言われた。
通常兵役は韓国の若い男性達の義務とされているが、中卒でプロ入りしたため免除されたことを明かしている。

## 個人成績
| 国内大会個人成績 | 国内大会個人成績 | 国内大会個人成績 | 国内大会個人成績 | 国内大会個人成績 | 国内大会個人成績 | 国内大会個人成績 | 国内大会個人成績 | 国内大会個人成績 | 国内大会個人成績 | 国内大会個人成績 | 国内大会個人成績 |
| 年度             | クラブ           | 背番号           | リーグ           | リーグ戦         | リーグ戦         | リーグ杯         | リーグ杯         | オープン杯       | オープン杯       | 期間通算         | 期間通算         |
| 年度             | クラブ           | 背番号           | リーグ           | 出場             | 得点             | 出場             | 得点             | 出場             | 得点             | 出場             | 得点             |
| 韓国             | 韓国             | 韓国             | 韓国             | リーグ戦         | リーグ戦         | リーグ杯         | リーグ杯         | FA杯             | FA杯             | 期間通算         | 期間通算         |
| ---------------- | ---------------- | ---------------- | ---------------- | ---------------- | ---------------- | ---------------- | ---------------- | ---------------- | ---------------- | ---------------- | ---------------- |
| 2002             | 水原三星         | 43               | Kリーグ          | 0                | 0                | 0                | 0                | 0                | 0                | 0                | 0                |
| 2003             | 水原三星         | 43               | Kリーグ          | 1                | 0                | -                | -                | 0                | 0                | 1                | 0                |
| 日本             | 日本             | 日本             | 日本             | リーグ戦         | リーグ戦         | リーグ杯         | リーグ杯         | 天皇杯           | 天皇杯           | 期間通算         | 期間通算         |
| 2004             | 東京V            | 31               | J1               | 7                | 0                | 2                | 0                | 4                | 1                | 13               | 1                |
| 2005             | 東京V            | 20               | J1               | 17               | 1                | 2                | 0                | 0                | 0                | 19               | 1                |
| 韓国             | 韓国             | 韓国             | 韓国             | リーグ戦         | リーグ戦         | リーグ杯         | リーグ杯         | FA杯             | FA杯             | 期間通算         | 期間通算         |
| 2006             | 釜山             | 3                | Kリーグ          | 12               | 0                | 8                | 0                | 1                | 0                | 21               | 0                |
| 2007             | 釜山             | 7                | Kリーグ          | 6                | 0                | 0                | 0                | 0                | 0                | 6                | 0                |
| 2008             | 釜山             | 7                | Kリーグ          | 17               | 0                | 4                | 0                | 0                | 0                | 21               | 0                |
| 2009             | 釜山             | 7                | Kリーグ          | 24               | 1                | 8                | 1                | 2                | 0                | 34               | 2                |
| 日本             | 日本             | 日本             | 日本             | リーグ戦         | リーグ戦         | リーグ杯         | リーグ杯         | 天皇杯           | 天皇杯           | 期間通算         | 期間通算         |
| 2010             | 磐田             | 13               | J1               | 28               | 0                | 11               | 1                | 1                | 0                | 40               | 1                |
| 2011             | 磐田             | 13               | J1               | 4                | 0                | 1                | 0                | 1                | 0                | 6                | 0                |
| 韓国             | 韓国             | 韓国             | 韓国             | リーグ戦         | リーグ戦         | リーグ杯         | リーグ杯         | FA杯             | FA杯             | 期間通算         | 期間通算         |
| 2012             | 全北             | 7                | Kリーグ          | 0                | 0                | 0                | 0                | -                | -                | 0                | 0                |
| 日本             | 日本             | 日本             | 日本             | リーグ戦         | リーグ戦         | リーグ杯         | リーグ杯         | 天皇杯           | 天皇杯           | 期間通算         | 期間通算         |
| 2012             | 町田             | 29               | J2               | 11               | 1                | -                | -                | 2                | 0                | 13               | 1                |
| 韓国             | 韓国             | 韓国             | 韓国             | リーグ戦         | リーグ戦         | リーグ杯         | リーグ杯         | FA杯             | FA杯             | 期間通算         | 期間通算         |
| 2013             | 大田             | 43               | KLC              | 32               | 1                | -                | -                |                  |                  |                  |                  |
| 通算             | 韓国             | 韓国             | Kリーグ/KLC      | 92               | 2                | 20               | 1                | 3                | 0                | 115              | 3                |
| 通算             | 日本             | 日本             | J1               | 56               | 1                | 16               | 1                | 6                | 1                | 78               | 3                |
| 通算             | 日本             | 日本             | J2               | 11               | 1                | -                | -                | 2                | 0                | 13               | 1                |
| 総通算           | 総通算           | 総通算           | 総通算           | 159              | 4                | 36               | 2                | 11               | 1                | 206              | 7                |

## 代表歴
- 1998年-2002年; U-14/17韓国代表
  - 2002年 AFC U-17選手権
- 2003年-2005年; U-18/20韓国代表
  - 2004年 - AFCユース選手権2004優勝
  - 2005年 - FIFAワールドユース選手権出場
- 2006年-2008年; U-21/23韓国代表
- 2009年 - 韓国代表
  - 2010 FIFAワールドカップアジア最終予選

### 試合数
- 国際Aマッチ 1試合（2009年）[15]

| 韓国代表 | 国際Aマッチ | 国際Aマッチ |
| 年       | 出場        | 得点        |
| -------- | ----------- | ----------- |
| 2009     | 1           | 0           |
| 通算     | 1           | 0           |

## タイトル
水原三星ブルーウィングス
- 韓国FAカップ：1回
  - 2002年
- アジアスーパーカップ：1回
  - 2002年
- AFCチャンピオンズリーグ：1回
  - 2002年

 東京ヴェルディ1969
- 天皇杯全日本サッカー選手権大会：1回
  - 2004年

 ジュビロ磐田
- Jリーグカップ：1回
  - 2010年